# Exportaciones de Bolivia en 1996
Las Exportaciones de Bolivia en 1996 llegaron a los USD 907 millones. Los principales países a los que Bolivia exportó durante ese año fueron Estados Unidos con el 28%, a Argentina con el 14%, Perú con el 12%, Colombia con el 7,3% y al Brasil con el 6,5%.

## Principales exportaciones

### Sector soyero
El principal producto exportado por Bolivia era la torta de soya. En 1996, Bolivia llegó a exportar al mundo este producto por un valor de USD 91,8 millones, siendo su principal mercado el Continente Americano. El 39% del total de torta de soya que fue exportado por Bolivia tenía como destino Colombia por un valor de USD 36,2 millones, otro 37% de la torta de soya exportada tenía como destino Perú con un valor de USD 34,4 millones, un 18% era exportado a Chile por un valor de USD 16,6 millones, un 4,7% a Ecuador por USD 4,33 millones y un 0,23% a Brasil por 215 mil, haciendo un total de valor de exportación de USD 91,8 millones de este producto, exportados en el Continente Americano.

### Sector gasífero
En 1996, las exportaciones de Bolivia en cuanto al sector del gas de petróleo fueron 100 % enviadas a la Argentina por un valor de USD 88,4 millones de dólares. Durante ese año, este producto fue el segundo producto exportado con más valor después de la torta de soya.